# Glenognatha phalangiops
Glenognatha phalangiops är en spindelart som först beskrevs av Lucien Berland 1942.  Glenognatha phalangiops ingår i släktet Glenognatha och familjen käkspindlar. Inga underarter finns listade i Catalogue of Life.